# Hannah K Bründl
Hannah K Bründl (* 1996 in Steyr, Oberösterreich) ist eine österreichische Autorin und Dramatikerin.

## Leben
Hannah Katharina Bründl wuchs in Oberösterreich auf und studierte Komparatistik und Deutsche Philologie an der Universität Wien sowie Sprachkunst an der Universität für angewandte Kunst Wien. Während ihres Studiums war sie Mitherausgeberin der Literaturzeitschrift Jenny im De-Gruyter-Verlag und Mitkuratorin der unabhängigen Lesereihe Sehr Ernste (Eigenschreibweise: SEHR ERNSTE).
Bründls Texte wurden in Zeitschriften (u. a. kolik, Bella triste, Transistor, manuskripte, die horen) und Anthologien (u. a. Jahrbuch der Lyrik, Anthology of British and Austrian Poetry, Sagen Reloaded bei Czernin) publiziert sowie zum Open Mike, Berliner Hörspielfestival und Literarischen März eingeladen. Ihre Theaterstücke wurden beim Münchner Förderpreis für deutschsprachige Dramatik, Retzhofer Dramapreis und Hans-Gratzer-Stipendium gezeigt.
2020 schrieb und produzierte Bründl im Kollektiv mit Anouk Doujak, Laura Anton und Maë Schwinghammer das Hörspiel es gibt diese namen/es gibt diese wut über Sexismen im Literaturbetrieb, das im Finale des ARD PiNball lief und auf SRF Zwei und Deutschlandfunk Kultur ausgestrahlt wurde.
Seit 2021 arbeitet Bründl eng mit der niederländischstämmigen Regisseurin Anne Mulleners zusammen. Kollektiv entwickeln sie für die Bühne Arbeiten an der Schnittstelle von Poesie und Dramatik, die etwa zum Newcomer Wettbewerb des Theaters Drachengasse eingeladen wurden.
2023 erschien Bründls Lyrikdebüt Mother_s bei Roughbooks. 2024 gewann sie den 2. Preis des Feldkircher Lyrikpreis, war auf der Longlist des Lyrikpreis München und Aufenthaltsstipendiatin am Literarischen Colloquium Berlin. Im selben Jahr erschien ihr Theaterpoem tender als Buch in der Edition Goldstück der Wiener Wortstaetten.

## Veröffentlichungen

### Einzeltitel
- schilfern. Lyrikband. Ritter Verlag. Klagenfurt 2025, ISBN 978-3-85415-694-9[9]
- tender. Theaterpoem. Wiener Wortstaetten. Wien 2024, ISBN 978-3-9505446-2-6[10]
- Mother_s. Lyrikband. Roughbooks. Wien, Schupfart, Berlin 2023, ISBN 978-3-906050-95-9.[11]

## Theaterstücke (Auswahl)
2024
- tender, nominiert für den Preis des Drama Labs der Wiener Wortstaetten und des Theaters am Werk Wien, Uraufführung am Schauspielhaus Graz 13.3.2026

2023
- VÂLANDINNEN, nominiert für den Retzhofer Dramapreis, frei zur Uraufführung

2022
- ZWILLING ECHO KINGKONG LOOP. ein theaterpoem, Uraufführung am 30. Juli 2022 beim Kultursommer Wien, Regie: Anne Mulleners[12]
- aber wilhelmine, sagst du, Monolog, gewonnen beim 16. nachtkritik-Theatertreffen[13], ausgezeichnet mit einem Nestroypreis Spezial,[14] Uraufführung am 29. November 2022 im Rahmen der performativen Installation Heimweh im WEST in Koproduktion mit WUK Performing Arts in Wien, Regie: Victoria Halper und Kai Krösche (DARUM)[15]

2020, 2021
- DRAINED, nominiert für den Münchner Förderpreis für deutschsprachige Dramatik, im Nachwuchswettbewerb Theater Drachengasse, frei zur Uraufführung
- THE SPACE, nominiert für das Hans-Gratzer-Stipendium des Schauspielhaus Wien, frei zur Uraufführung

## Hörspiele
2021
- MILCH, Sounddesign: Hanna Brühwiler, eingeladen zum Berliner Hörspielfestival, gesendet auf Ö1[16]
- körperwege. ein audiowalk, Text: Hannah K Bründl, Anouk Doujak, Laura Anton und Maë Schwinghammer, Sounddesign: Hanna Brühwiler, gezeigt bei den Wiener Festwochen[17]

2020
- es gibt diese namen / es gibt diese wut, Text, Regie, Produktion: Hannah K Bründl, Anouk Doujak, Laura Anton und Maë Schwinghammer, Komposition: Dean Ruddock, eingeladen zum ARD PiNball, gesendet auf Radio Orange, SRF Zwei[18], Deutschlandfunk Kultur[19], gezeigt am Center for Literature Burg Hülshoff in Kooperation mit dem Brut Wien

## Auszeichnungen (Auswahl)
2025
- Manuskripte Förderpreis

2024
- Poesiepreis Ausseerland (1. Platz)[20]
- Feldkircher Lyrikpreis (2. Platz)[21]
- Lyrikpreis München (Longlist)[22]
- Nachwuchswettbewerb, Theater Drachengasse (Nominiert)[23]
- Aufenthaltsstipendium des Literarisches Colloquium Berlin[24]
- Drama Lab der Wiener Wortstaetten[25]

2023
- Leonce-und-Lenapreis, Literarischer März (Finale)[2]
- Retzhofer Dramapreis (Nominiert)[8]

2022
- Berliner Hörspielfestival (Einladung)

2021
- Dramatikstipendium des österreichischen Bundesministerium für Kunst, Kultur, öffentlichen Dienst und Sport
- Münchner Förderpreis für deutschsprachige Dramatik, Münchner Kammerspielen (Finale)[26]
- Hans-Gratzer-Stipendium, Schauspielhaus Wien (Finale)[27]

2020
- ARD PiNball (Finale)

2019
- Open Mike (Finale für Lyrik), Haus für Poesie Berlin[28]
- Preis der Literarischen Gesellschaft St. Pölten (1. Preis)[29]
- Manfred Maurer-Literaturpreis (3. Preis)[30]